# 貝海姆地球儀

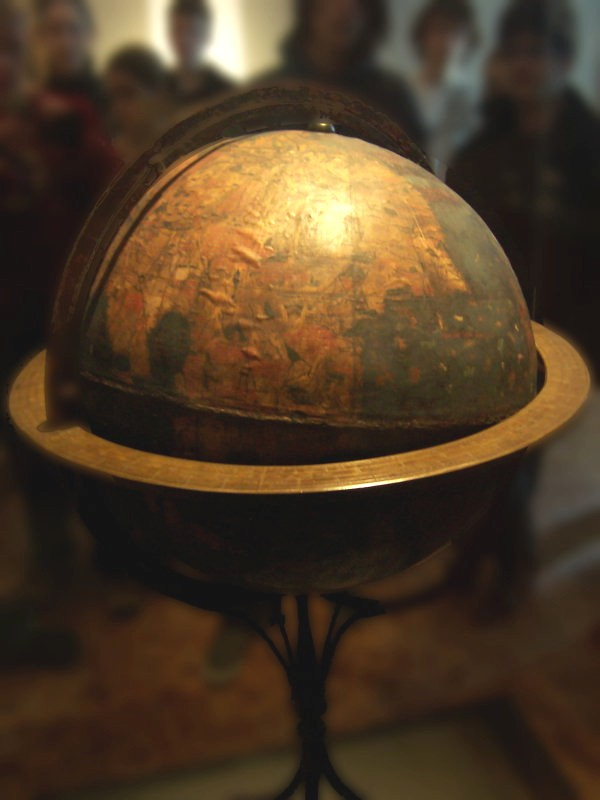
貝海姆地球儀

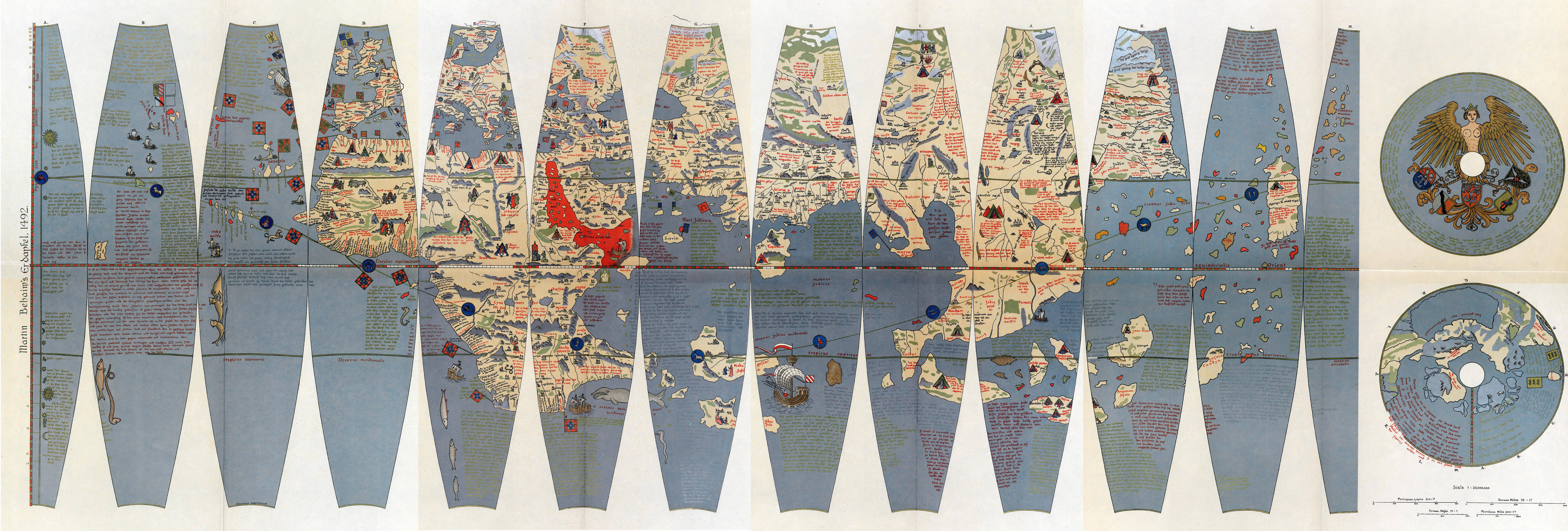
球面經線展開

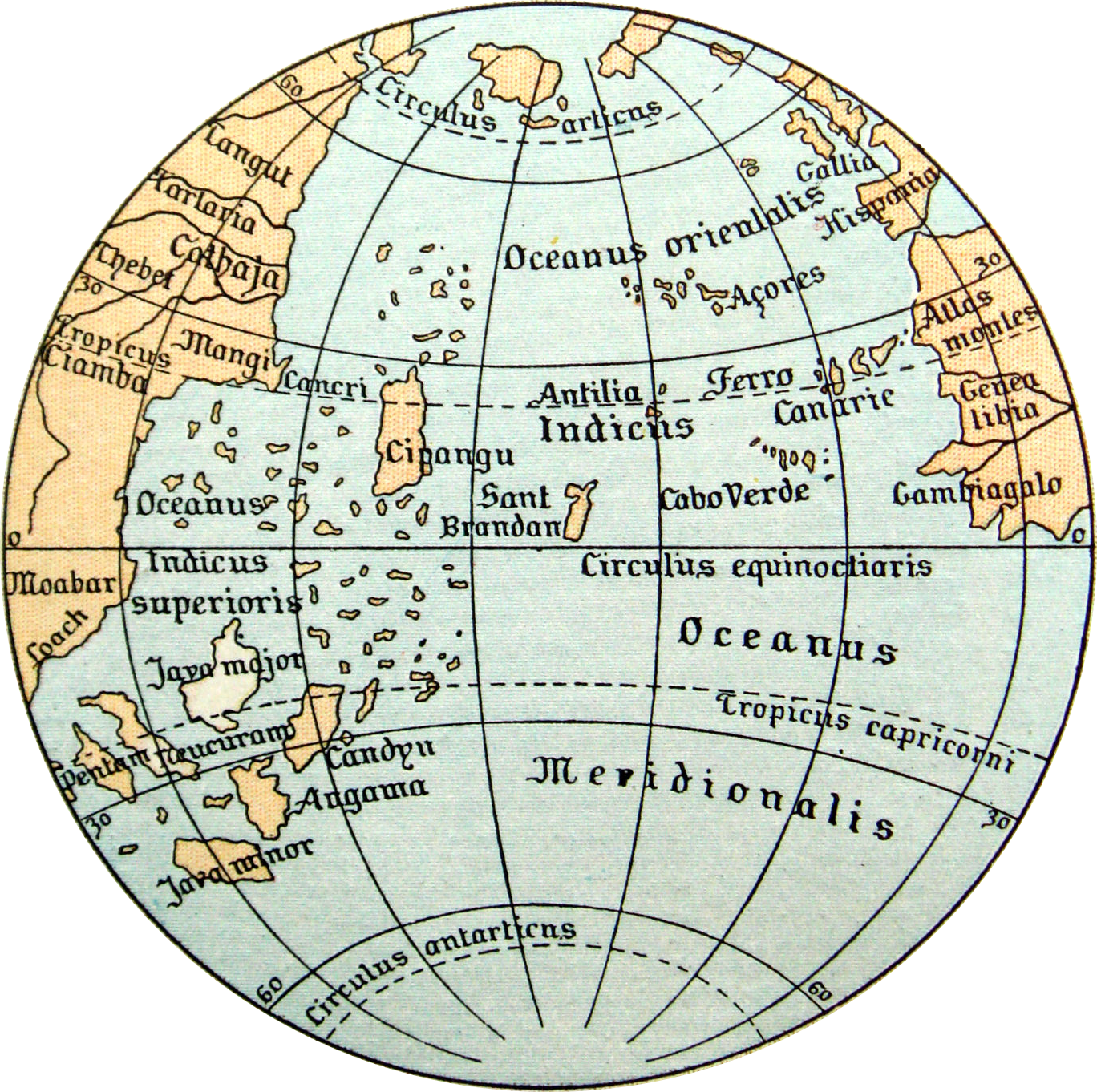
貝海姆地球儀上的大洋區。

貝海姆地球儀（Erdapfel)是馬丁·貝海姆於1490年至1492年間製作的地球儀。也是現存最古老的地球儀，由兩個層壓的亞麻製半球構成，以木材加固並覆蓋上以喬治·格洛肯頓的球面經線展開法製作的地圖。地圖先在紙上繪製，接著黏貼在包覆地球儀的羊皮紙上。
這顆地球儀尚未包含美洲的部分，因為哥倫布船隊要遲至1493年3月才會返航西班牙。地球儀展示的是放大的歐亞大陸，以及在歐洲與亞洲之間空無一物的海洋，虛構的聖布倫丹島也包含在内。Cipangu （馬可波羅對日本的稱呼）比正常面積大很多，位置較實際位置偏南；之後的亨利克斯·馬特拉斯·傑馬努斯的地圖猜想了在黃金半島（馬來西亞）東邊有個巨大的幻影半島。
地球儀之所以被稱為「蘋果」可能與「帝國蘋果」（十字聖球 ）有關，當時十字聖球與其它神聖羅馬帝國的御用標誌（Reichskleinodien）一起保藏在紐倫堡。這個名字與德國南部和奧地利現代意義的Erdapfel（馬鈴薯）無關，馬鈴薯在那時候尚未從美洲帶到歐洲。
這顆地球儀被製作出來後，一直放在紐倫堡市政廳的接待室中。到16世紀初，轉由貝海姆家族持有。1907年，它被轉移到紐倫堡的日耳曼博物館。1992年，被轉移到維也納工業大學一段時間，由貝海姆數位地球儀專案以高解析度研究。2011年，日耳曼國家博物館對其第二次數位化。
地球儀自古典時代即存在，例如克拉特斯地球儀 ，然而連殘片在內都未能保存到現代，只剩一個公元二世纪的天球「法爾內塞的阿特拉斯」倖存。

## 延伸閱讀
- Ravenstein, Ernst G. . George Philip & Son, Ltd. 1908  [2021-12-10]. （原始内容存档于2020-08-05）.

## 外部連結
- The International Coronelli Society for the Study of Globes （页面存档备份，存于）
- Detailed analysis (Archive.org backup link)
- Virtual Behaim Globe as Android app (Free and Open Source Software) （页面存档备份，存于）